# Macaridion barreti
Macaridion barreti là một loài nhện trong họ Theridiidae.
Loài này thuộc chi Macaridion. Macaridion barreti được Wladislaus Kulczynski miêu tả năm 1899.